# Декорте, Раймонд
Раймонд Декорте или Де Корте (нидерл. Raymond Decorte или De Corte 17 марта 1898, Waarschoot, Восточная Фландрия — 30 марта 1972, Waarschoot, Восточная Фландрия) — бельгийский профессиональный шоссейный велогонщик в 1924—1934 годах. Победитель двух этапов на Тур де Франс (1927)

## Достижения
1926
3-й Тур Фландрии
1927
1-й — Этапы 8 и 20 Тур де Франс
1-й Париж — Рен
1928
1-й — Этап 4 Тур Бельгии
3-й Чемпионат Бельгии — Групповая гонка
1929
3-й Тур Бельгии — Генеральная классификация
1956
9-й Омлоп Хет Ниувсблад 

## Статистика выступлений

### Гранд-туры
| Гранд-тур      | 1925 | 1926 | 1927 | 1928 | 1929 |
| -------------- | ---- | ---- | ---- | ---- | ---- |
| Джиро д’Италия | —    | —    | —    | —    | —    |
| Тур де Франс   | НФ   | НФ   | 11   | 24   | НФ   |

| —  | Не участвовал  |
| НФ | Не финишировал |